# Partido Comunista dos Trabalhadores Portugueses
O Partido Comunista dos Trabalhadores Portugueses (PCTP/MRPP) é um partido político de Portugal, marxista-leninista com inspiração maoísta fundado em 18 de setembro de 1970, foi registado oficialmente no tribunal constitucional em 18 de fevereiro de 1975, passou a chamar-se PCTP em 26 de dezembro de 1976 a deixando o nome Movimento Reorganizativo do Partido do Proletariado (MRPP).

## O período de clandestinidade
Fundado em 18 de setembro de 1970, o MRPP – Movimento Reorganizativo do Partido do Proletariado defendia que o Partido Comunista Português adotara uma ideologia "revisionista", tendo deixado de ser o "partido do proletariado". Para a prossecução da revolução era necessário reorganizá-lo daí o nome escolhido.

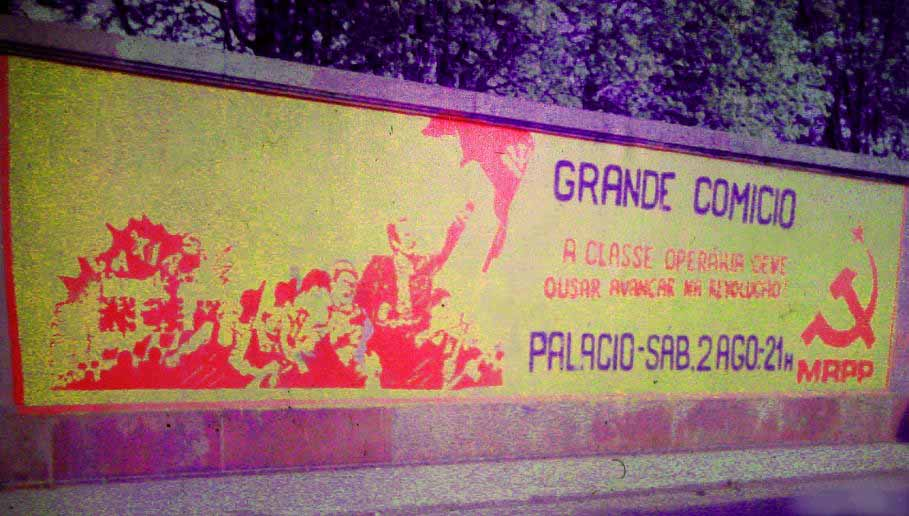
MRPP - A classe operária deve ousar avançar na revolução, Comício Porto, 1975, pintura mural

Teve como Secretário-Geral Arnaldo Matos. O seu órgão central foi sempre o "Luta Popular", cuja primeira edição foi lançada em 1971 (ainda no tempo da ditadura). O MRPP foi um partido muito ativo antes do 25 de Abril de 1974, especialmente entre estudantes e jovens operários de Lisboa e sofreu a repressão das forças policiais, reivindicando como mártir José Ribeiro dos Santos, um estudante assassinado pela polícia política durante uma reunião de estudantes da academia de Lisboa no então Instituto Superior de Ciências Económicas e Financeiras (ISCEF) em 12 de outubro de 1972.

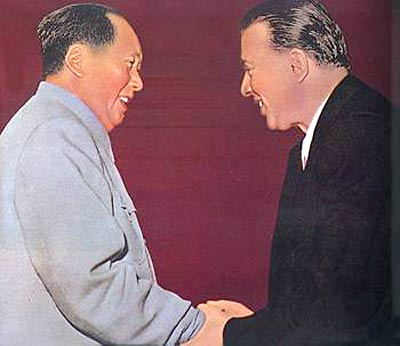
Mao Tse Tung (China) e Enver Hoxha (Albânia) eram as principais referências dos primórdios do MRPP

## O 25 de Abril
O MRPP e depois PCTP ganhou fama com as suas grandes e vistosas pinturas murais. Continuou uma grande atividade durante os anos de 1974 e 1975. Nessa altura tinha nas suas fileiras membros que mais tarde vieram a ter grande relevo na política nacional, como José Manuel Durão Barroso e Fernando Rosas, entretanto expulsos e Maria José Morgado.
Logo a seguir ao 25 de Abril, o MRPP foi acusado pelo Partido Comunista Português (que desde sempre foi "eleito" como o seu maior inimigo, apelidado de "socialfascista" uma prática fascista disfarçada por um discurso social), de ser subsidiado pela CIA, acusação destinada a tentar "desmascarar" um partido que se mostrava incomodativo. Essa acusação terá tido como motivo uma crença baseada, em parte, na cooperação entre o MRPP e o Partido Socialista, durante o chamado "verão quente", por serem ambos os partidos contra a influência soviética ("revisionista" segundo o MRPP) defendida pelo PCP para Portugal.
A partir de 26 de dezembro de 1976, o MRPP, após Congresso, passou a designar-se Partido Comunista dos Trabalhadores Portugueses, com a sigla PCTP/MRPP. O seu líder histórico é Arnaldo Matos. O primeiro diretor do "Luta Popular", na fase legal, foi Saldanha Sanches, a quem sucedeu Fernando Rosas. O jornal chegou a ser diário, durante um curto período.

## Resultados eleitorais

### Eleições legislativas
| Data | Líder                  | Cl.    | Votos  | %             | +/-    | Deputados | +/-     | Status            |
| ---- | ---------------------- | ------ | ------ | ------------- | ------ | --------- | ------- | ----------------- |
| 1975 | Banido                 | Banido | Banido | Banido        | Banido | Banido    | Banido  | Banido            |
| 1976 | Arnaldo Matos          | 7.º    | 36 200 | 0,66 / 100,00 |        | 0 / 250   |         | Extra-parlamentar |
| 1979 | Arnaldo Matos          | 8.º    | 53 268 | 0,89 / 100,00 | 0,23   | 0 / 250   | Estável | Extra-parlamentar |
| 1980 | Arnaldo Matos          | 11.º   | 35 409 | 0,59 / 100,00 | 0,30   | 0 / 250   | Estável | Extra-parlamentar |
| 1983 |                        | 9.º    | 20 995 | 0,37 / 100,00 | 0,22   | 0 / 250   | Estável | Extra-parlamentar |
| 1985 |                        | 9.º    | 19 943 | 0,34 / 100,00 | 0,03   | 0 / 250   | Estável | Extra-parlamentar |
| 1987 | Arnaldo Matos          | 11.º   | 20 800 | 0,37 / 100,00 | 0,03   | 0 / 250   | Estável | Extra-parlamentar |
| 1991 | António Garcia Pereira | 7.º    | 48 542 | 0,85 / 100,00 | 0,48   | 0 / 230   | Estável | Extra-parlamentar |
| 1995 | António Garcia Pereira | 5.º    | 41 137 | 0,70 / 100,00 | 0,15   | 0 / 230   | Estável | Extra-parlamentar |
| 1999 | António Garcia Pereira | 6.º    | 40 006 | 0,74 / 100,00 | 0,04   | 0 / 230   | Estável | Extra-parlamentar |
| 2002 | António Garcia Pereira | 6.º    | 36 193 | 0,66 / 100,00 | 0,08   | 0 / 230   | Estável | Extra-parlamentar |
| 2005 | António Garcia Pereira | 6.º    | 48 186 | 0,84 / 100,00 | 0,18   | 0 / 230   | Estável | Extra-parlamentar |
| 2009 | António Garcia Pereira | 6.º    | 52 784 | 0,93 / 100,00 | 0,09   | 0 / 230   | Estável | Extra-parlamentar |
| 2011 | António Garcia Pereira | 6.º    | 62 683 | 1,12 / 100,00 | 0,19   | 0 / 230   | Estável | Extra-parlamentar |
| 2015 | António Garcia Pereira | 8.º    | 59 955 | 1,11 / 100,00 | 0,01   | 0 / 230   | Estável | Extra-parlamentar |
| 2019 | Cidália Guerreiro      | 11.º   | 36 118 | 0,69 / 100,00 | 0,42   | 0 / 230   | Estável | Extra-parlamentar |
| 2022 | Cidália Guerreiro      | 13.º   | 13 016 | 0,23 / 100,00 | 0,46   | 0 / 230   | Estável | Extra-parlamentar |
| 2024 | Cidália Guerreiro      | 14.º   | 15 499 | 0,24 / 100,00 | 0,01   | 0 / 230   | Estável | Extra-parlamentar |
| 2025 | Cidália Guerreiro      | 13.º   | 11 942 | 0,19 / 100,00 | 0,05   | 0 / 230   | Estável | Extra-parlamentar |

### Eleições europeias

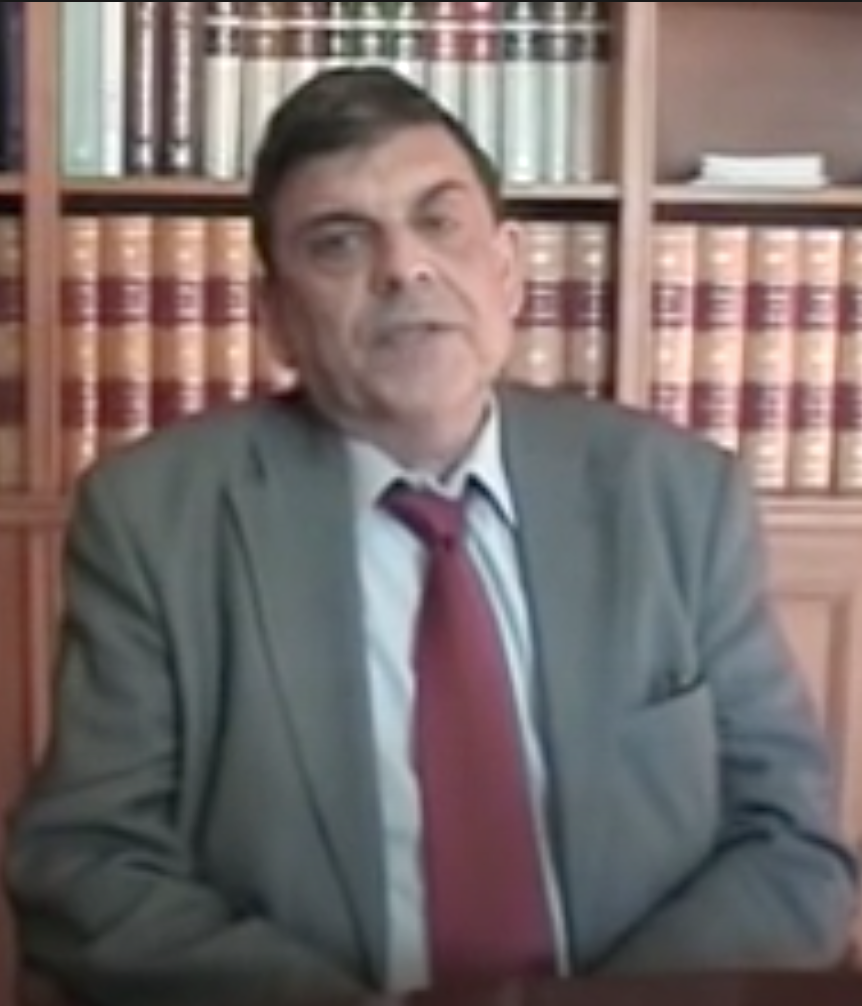
António Garcia Pereira, candidato presidencial do PCTP/MRPP em 2001 e 2006

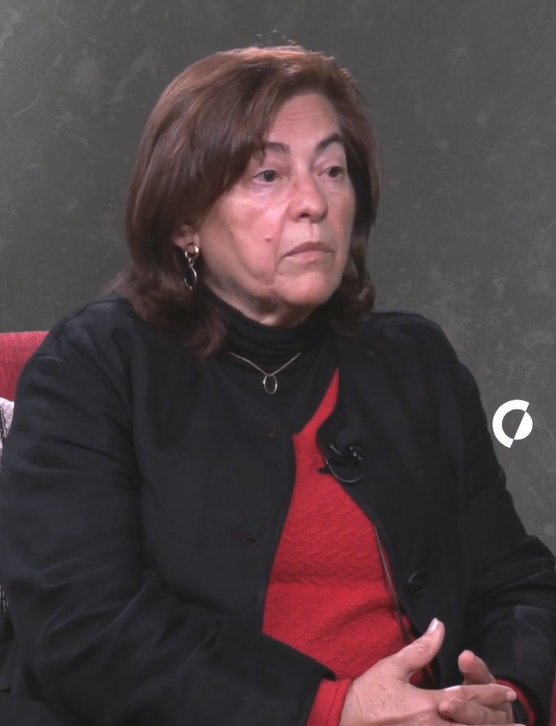
Cidália Guerreiro, atual secretária-geral do PCTP/MRPP, desde 2023

| Data | Cabeça de Lista        | Cl.  | Votos  | %             | +/-  | Deputados | +/-     |
| ---- | ---------------------- | ---- | ------ | ------------- | ---- | --------- | ------- |
| 1987 |                        | 12.º | 19 475 | 0,35 / 100,00 |      | 0 / 24    |         |
| 1989 | António Garcia Pereira | 10.º | 26 682 | 0,64 / 100,00 | 0,29 | 0 / 24    | Estável |
| 1994 | António Garcia Pereira | 5.º  | 24 022 | 0,79 / 100,00 | 0,15 | 0 / 25    | Estável |
| 1999 | António Garcia Pereira | 6.º  | 30 446 | 0,88 / 100,00 | 0,09 | 0 / 25    | Estável |
| 2004 | Orlando Alves          | 5.º  | 36 294 | 1,07 / 100,00 | 0,19 | 0 / 24    | Estável |
| 2009 | Orlando Alves          | 7.º  | 42 940 | 1,20 / 100,00 | 0,13 | 0 / 22    | Estável |
| 2014 | Leopoldo Mesquita      | 8.º  | 54 708 | 1,66 / 100,00 | 0,46 | 0 / 21    | Estável |
| 2019 | Luís Júdice            | 12.º | 27 210 | 0,82 / 100,00 | 0,84 | 0 / 21    | Estável |

### Eleições presidenciais
| Data | Candidato apoiado        | 1ª Volta                 | 1ª Volta                 | 1ª Volta                 | 2ª Volta                 | 2ª Volta                 | 2ª Volta                 |
| Data | Candidato apoiado        | Cl.                      | Votos                    | %                        | Cl.                      | Votos                    | %                        |
| ---- | ------------------------ | ------------------------ | ------------------------ | ------------------------ | ------------------------ | ------------------------ | ------------------------ |
| 1976 | António Ramalho Eanes    | 1.º                      | 2 967 137                | 61,59 / 100,00           |                          |                          |                          |
| 1980 | António Ramalho Eanes    | 1.º                      | 3 262 520                | 56,44 / 100,00           |                          |                          |                          |
| 1986 | Nenhum candidato apoiado | Nenhum candidato apoiado | Nenhum candidato apoiado | Nenhum candidato apoiado | Nenhum candidato apoiado | Nenhum candidato apoiado | Nenhum candidato apoiado |
| 1991 | Nenhum candidato apoiado | Nenhum candidato apoiado | Nenhum candidato apoiado | Nenhum candidato apoiado | Nenhum candidato apoiado | Nenhum candidato apoiado | Nenhum candidato apoiado |
| 1996 | Nenhum candidato apoiado | Nenhum candidato apoiado | Nenhum candidato apoiado | Nenhum candidato apoiado | Nenhum candidato apoiado | Nenhum candidato apoiado | Nenhum candidato apoiado |
| 2001 | António Garcia Pereira   | 5.º                      | 68 900                   | 1,59 / 100,00            |                          |                          |                          |
| 2006 | António Garcia Pereira   | 6.º                      | 23 983                   | 0,44 / 100,00            |                          |                          |                          |
| 2011 | Manuel Alegre            | 2.º                      | 817 980                  | 19,76 / 100,00           |                          |                          |                          |
| 2016 | António Sampaio da Nóvoa | 2.º                      | 1 060 800                | 22,88 / 100,00           |                          |                          |                          |
| 2021 | Nenhum candidato apoiado | Nenhum candidato apoiado | Nenhum candidato apoiado | Nenhum candidato apoiado | Nenhum candidato apoiado | Nenhum candidato apoiado | Nenhum candidato apoiado |

### Eleições autárquicas
(Resultado que excluem os resultados de coligações envolvendo o partido)
| Data | CI.  | Votos  | %             | +/-  | Presidentes CM | +/-     | Vereadores | +/-     | Assembleias Municipais | +/-     | Assembleias de Freguesias | +/-     |
| ---- | ---- | ------ | ------------- | ---- | -------------- | ------- | ---------- | ------- | ---------------------- | ------- | ------------------------- | ------- |
| 1976 | 6.º  | 27 399 | 0,66 / 100,00 |      | 0 / 304        |         | 0 / 1 908  |         | 0 / 5 135              |         | 2 / 26 135                |         |
| 1979 | 7.º  | 24 456 | 0,49 / 100,00 | 0,17 | 0 / 305        | Estável | 0 / 1 900  | Estável | 0 / 9 703              | Estável | 3 / 40 110                | 1       |
| 1982 | 9.º  | 16 263 | 0,32 / 100,00 | 0,17 | 0 / 305        | Estável | 0 / 1 913  | Estável | 1 / 9 897              | 1       | 0 / 41 636                | 3       |
| 1985 | 8.º  | 11 275 | 0,23 / 100,00 | 0,09 | 0 / 305        | Estável | 0 / 1 975  | Estável | 0 / 6 672              | 1       | 0 / 31 941                | Estável |
| 1989 | 10.º | 21 979 | 0,44 / 100,00 | 0,21 | 0 / 305        | Estável | 0 / 1 997  | Estável | 0 / 6 753              | Estável | 0 / 33 000                | Estável |
| 1993 | 8.º  | 15 821 | 0,29 / 100,00 | 0,15 | 0 / 305        | Estável | 0 / 2 006  | Estável | 0 / 6 769              | Estável | 1 / 33 458                | 1       |
| 1997 | 8.º  | 18 674 | 0,35 / 100,00 | 0,06 | 0 / 305        | Estável | 0 / 2 021  | Estável | 1 / 6 807              | 1       | 2 / 33 953                | 1       |
| 2001 | 11.º | 17 541 | 0,33 / 100,00 | 0,02 | 0 / 308        | Estável | 0 / 2 044  | Estável | 1 / 6 876              | Estável | 1 / 34 569                | 1       |
| 2005 | 8.º  | 15 476 | 0,29 / 100,00 | 0,04 | 0 / 308        | Estável | 0 / 2 046  | Estável | 1 / 6 695              | Estável | 0 / 34 498                | 1       |
| 2009 | 8.º  | 14 275 | 0,26 / 100,00 | 0,03 | 0 / 308        | Estável | 0 / 2 078  | Estável | 0 / 6 946              | 1       | 0 / 34 672                | Estável |
| 2013 | 9.º  | 23 276 | 0,47 / 100,00 | 0,21 | 0 / 308        | Estável | 0 / 2 086  | Estável | 2 / 6 487              | 2       | 2 / 27 167                | 2       |
| 2017 | 14.º | 12 394 | 0,24 / 100,00 | 0,23 | 0 / 308        | Estável | 0 / 2 074  | Estável | 0 / 6 461              | 2       | 0 / 27 019                | 2       |
| 2021 | 52.º | 1 341  | 0,03 / 100,00 | 0,19 | 0 / 308        | Estável | 0 / 2 074  | Estável | 0 / 6 461              | Estável | 0 / 26 790                | Estável |

### Eleições regionais

#### Região Autónoma dos Açores
| Data | Cl.           | Votos         | %             | +/-           | Deputados     | +/-           | Status            |
| ---- | ------------- | ------------- | ------------- | ------------- | ------------- | ------------- | ----------------- |
| 1976 | 5.º           | 638           | 0,58 / 100,0  |               | 0 / 43        |               | Extra-parlamentar |
| 1980 | 7.º           | 624           | 0,52 / 100,0  | 0,06          | 0 / 43        | Estável       | Extra-parlamentar |
| 1984 | 7.º           | 764           | 0,72 / 100,0  | 0,20          | 0 / 44        | Estável       | Extra-parlamentar |
| 1988 | 8.º           | 439           | 0,41 / 100,0  | 0,31          | 0 / 51        | Estável       | Extra-parlamentar |
| 1992 | Não concorreu | Não concorreu | Não concorreu | Não concorreu | Não concorreu | Não concorreu | Não concorreu     |
| 1996 | Não concorreu | Não concorreu | Não concorreu | Não concorreu | Não concorreu | Não concorreu | Não concorreu     |
| 2000 | Não concorreu | Não concorreu | Não concorreu | Não concorreu | Não concorreu | Não concorreu | Não concorreu     |
| 2004 | Não concorreu | Não concorreu | Não concorreu | Não concorreu | Não concorreu | Não concorreu | Não concorreu     |
| 2008 | Não concorreu | Não concorreu | Não concorreu | Não concorreu | Não concorreu | Não concorreu | Não concorreu     |
| 2012 | 11.º          | 343           | 0,32 / 100,0  |               | 0 / 57        |               | Extra-parlamentar |
| 2016 | 10.º          | 302           | 0,32 / 100,0  | Estável       | 0 / 57        | Estável       | Extra-parlamentar |
| 2020 | 10.º          | 144           | 0,14 / 100,0  | 0,18          | 0 / 57        | Estável       | Extra-parlamentar |
| 2024 | Não concorreu | Não concorreu | Não concorreu | Não concorreu | Não concorreu | Não concorreu | Não concorreu     |

#### Região Autónoma da Madeira
| Data | Cl.           | Votos         | %             | +/-           | Deputados     | +/-           | Status            |
| ---- | ------------- | ------------- | ------------- | ------------- | ------------- | ------------- | ----------------- |
| 1976 | 6.º           | 357           | 0,33 / 100,0  |               | 0 / 41        |               | Extra-parlamentar |
| 1980 | 7.º           | 489           | 0,39 / 100,0  | 0,06          | 0 / 44        | Estável       | Extra-parlamentar |
| 1984 | 6.º           | 760           | 0,63 / 100,0  | 0,24          | 0 / 50        | Estável       | Extra-parlamentar |
| 1988 | 7.º           | 496           | 0,40 / 100,0  | 0,23          | 0 / 53        | Estável       | Extra-parlamentar |
| 1992 | Não concorreu | Não concorreu | Não concorreu | Não concorreu | Não concorreu | Não concorreu | Não concorreu     |
| 1996 | Não concorreu | Não concorreu | Não concorreu | Não concorreu | Não concorreu | Não concorreu | Não concorreu     |
| 2000 | Não concorreu | Não concorreu | Não concorreu | Não concorreu | Não concorreu | Não concorreu | Não concorreu     |
| 2004 | Não concorreu | Não concorreu | Não concorreu | Não concorreu | Não concorreu | Não concorreu | Não concorreu     |
| 2007 | Não concorreu | Não concorreu | Não concorreu | Não concorreu | Não concorreu | Não concorreu | Não concorreu     |
| 2011 | Não concorreu | Não concorreu | Não concorreu | Não concorreu | Não concorreu | Não concorreu | Não concorreu     |
| 2015 | 8.º           | 2 136         | 1,68 / 100,00 |               | 0 / 47        |               | Extra-parlamentar |
| 2019 | 15.º          | 601           | 0,42 / 100,00 | 1,25          | 0 / 47        | Estável       | Extra-parlamentar |
| 2023 | Não concorreu | Não concorreu | Não concorreu | Não concorreu | Não concorreu | Não concorreu | Não concorreu     |

## Alguns antigos militantes
- Ana Maria Rosa Martins Gomes
- Diana Marina Dias Andringa
- Dulce Rocha
- Fernando José Mendes Rosas
- João Isidro
- Maria José Capelo Rodrigues Morgado
- José Luís Saldanha Sanches
- Violante Saramago Matos
- Luís Marques
- José Manuel Durão Barroso
- António Garcia Pereira
- Leopoldo Mesquita
- Danilo Matos
- José Afonso Lourdes
- João Morais